# Koontz Lake
Koontz Lake è un census-designated place (CDP) degli Stati Uniti d'America, situato nello stato dell'Indiana, diviso tra la contea di Marshall e la contea di Starke.